# Koprivna (Modriča)
Pour les articles homonymes, voir Koprivna.
Koprivna (en serbe cyrillique : Копривна) est un village de Bosnie-Herzégovine. Il est situé dans la municipalité de Modriča et dans la république serbe de Bosnie. Selon les premiers résultats du recensement bosnien de 2013, il compte 1 270 habitants.

## Démographie

### Évolution historique de la population dans la localité
| 1948  | 1953 | 1961  | 1971  | 1981  | 1991  | 2013  |
| ----- | ---- | ----- | ----- | ----- | ----- | ----- |
| 2 732 | -    | 2 597 | 2 540 | 2 539 | 2 218 | 1 270 |

|  |

## Personnalité
Koprivna a vu naître Milan Jelić (1956-2007), qui fut président de la République serbe de Bosnie d'octobre 2006 à septembre 2007.